# ガッツォーラ
ガッツォーラ（伊: Gazzola）は、イタリア共和国エミリア＝ロマーニャ州ピアチェンツァ県にある、人口約2,100人の基礎自治体（コムーネ）。

## 地理

### 位置・広がり

#### 隣接コムーネ
隣接するコムーネは以下の通り。
- アガッツァーノ
- ゴッソレンゴ
- グラニャーノ・トレッビエンセ
- ピオッツァーノ
- リヴェルガーロ
- トラーヴォ

### 気候分類・地震分類
ガッツォーラにおけるイタリアの気候分類 (it) および度日は、zona E, 2635 GGである。
また、イタリアの地震リスク階級 (it) では、zona 3 (sismicità bassa) に分類される。

## 行政

### 分離集落
ガッツォーラには、以下の分離集落（フラツィオーネ）がある。
- Arola, Balletta, Canneto Sopra, Canneto Sotto, Castelletto, Croara, Momeliano, Monticello, Rezzanello, Rivalta, Tuna